# Neostenanthera hamata
Neostenanthera hamata là một loài thực vật thuộc họ Annonaceae. Loài này có ở Bờ Biển Ngà, Ghana, Liberia, và Sierra Leone. Chúng hiện đang bị đe dọa vì mất môi trường sống.